# ريك افيليس
ريك افيليس (بالإنجليزية: Rick Aviles)‏ هو ممثل أمريكي، ولد في 14 أكتوبر 1952 بمانهاتن في الولايات المتحدة، وتوفي في 17 مارس 1995 بلوس أنجلوس في الولايات المتحدة. بدأ مشواره المهني سنة 1981.

## أعمال

### أفلام
- (1981) ذا كانونبول رن[3]
- (1990)  الجزء الثالث[4][5][6]
- (1990) شبح[7][8]
- (1995) عالم الماء[9][10]

## وصلات خارجية
- ريك افيليس على موقع IMDb (الإنجليزية)
- ريك افيليس على موقع روتن توميتوز (الإنجليزية)
- ريك افيليس على موقع ألو سيني (الفرنسية)
- ريك افيليس على موقع ميوزك برينز (الإنجليزية)
- ريك افيليس على موقع أول موفي (الإنجليزية)
- ريك افيليس على موقع قاعدة بيانات الأفلام السويدية (السويدية)
- ريك افيليس على موقع إن إن دي بي (الإنجليزية)
- ريك افيليس على موقع قاعدة بيانات الفيلم (الإنجليزية)
- ريك افيليس على موقع كينوبويسك (الروسية)